# Michaël Grynberg
Pour les articles homonymes, voir Grynberg.
Michaël Grynberg, né en 1974 à Paris, est un gynécologue - obstétricien français, praticien hospitalier des hôpitaux de Paris et professeur des universités spécialiste  en fécondation in vitro. 

## Biographie et carrière
Michaël Grynberg est né à Paris dans une famille juive d’origine polonaise. Sa scolarité se déroule dans le 12e arrondissement, puis il étudie à la Faculté de Médecine de Lariboisière à Paris (Paris VII). À partir de 2002, il se spécialise en gynécologie-obstétrique et soutient sa thèse de médecine en 2008. Cette même année, il passe 6 mois au Centre de Médecine de la Reproduction du Weill Medical College, Presbyterian Hospital à New York afin de se former à de nouvelles techniques. Chef de Clinique à l'hôpital Antoine-Béclère de Clamart dans le service du professeur René Frydman à partir de 2008, il soutient son Doctorat d’Université en 2011.
Il anime une conférence TEDx Paris le 28 mars 2013 « Préserver la fertilité des femmes atteintes de cancer ».
La même année, il est nommé MCU-PH dans le service de Médecine de la Reproduction-Préservation de la Fertilité de l’hôpital Jean-Verdier de Bondy, puis PU-PH et chef de service en 2014. 
En septembre 2017, il prend également la tête du service de Médecine de la Reproduction-Préservation de la Fertilité à l’hôpital Antoine-Béclère de Clamart. Depuis, il gère les 2 services.
Le 8 avril 2019, il participe au Printemps des fameuses avec une conférence intitulée « Faut-il congeler ses ovules pour réussir ? ». Il fait partie des orateurs de l’événement Jungle break « Trouver du sens au travail » le 16 septembre 2019.
En juin 2019, il est à l’origine de la première naissance mondiale grâce à une technique de maturation in vitro des ovocytes chez une femme qui présente une insuffisance ovarienne prématurée fluctuante. Puis, en février 2020, il est à l’origine de la première naissance mondiale grâce à une technique de maturation in vitro des ovocytes chez une femme présentant un cancer nécessitant un traitement gonadotoxique, information relayée dans divers medias français, et étrangers,,,.
Depuis 2019, il est membre de la Société Européenne Humaine de Reproduction et Embryologie (ESHRE).

### Prises de positions
Il est à l’origine d’une tribune publiée le 16 mars 2016 dans le Monde et signée par cent trente médecins et biologistes qui reconnaissent avoir aidé des couples de femmes à avoir des enfants et s'engage pour l'ouverture de l’Assistance Médicale à la Procréation à ces mêmes couples.
Le 28 juin 2017, il co-signe une tribune publiée dans le Monde avec un collectif de 200 médecins afin de prendre position contre l’avis du Comité d’éthique qui s’était alors prononcé comme étant opposé l’autoconservation des ovocytes « sociétale », c’est-à-dire sans motif médical.